# William Sims Bainbridge

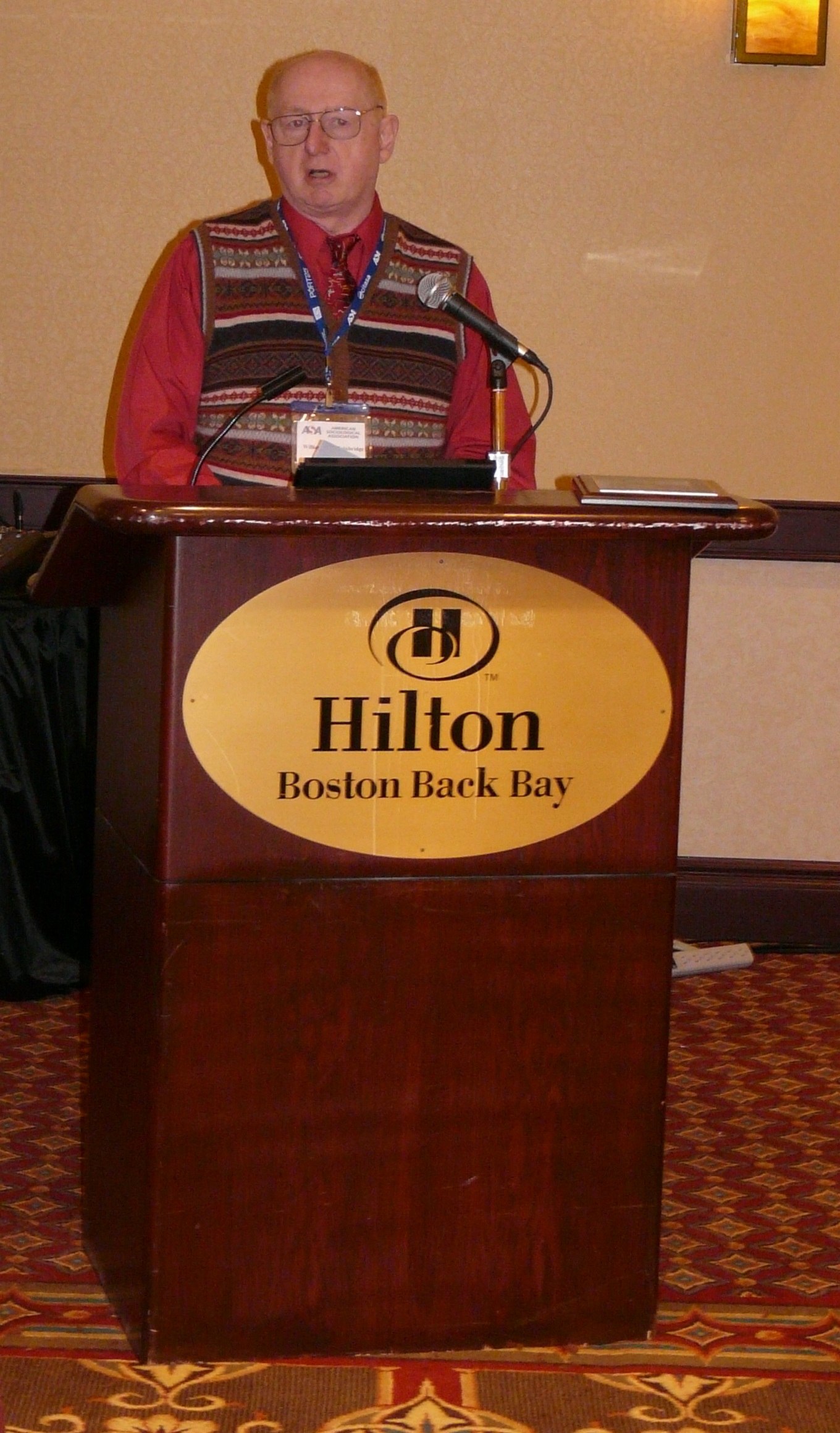
William Sims Bainbridge

William Sims Bainbridge (ur. 12 października 1940) – amerykański socjolog. Autor prac w obszarze socjologii religii, a zwłaszcza nowych ruchów religijnych i dewiacji.

## Działalność naukowa
W 1975 r. uzyskał tytuł doktora na Uniwersytecie Harvarda. Pracownik National Science Foundation. Autor licznych publikacji w zakresie socjologii religii, współpracujący z Rodneyem Starkiem, wraz z którym jest autorem przetłumaczonej na język polski pracy A Theory of Religion (Teoria religii).

## Niektóre publikacje
- The Future of Religion: Secularization, Revivial, and Cult Formation (1985, razem z Rodneyem Starkiem)[1]
- A Theory of Religion (1987, razem z Rodneyem Starkiem)[1]
- Religion, Deviance and Social Control (1997, razem z Rodneyem Starkiem)[1]
- The Sociology of Religious Movements (1997)[1]